# ヘリカーオーン
ヘリカーオーン（古希: Ἑλικάων, Helikāōn）は、ギリシア神話の人物である。長母音を省略してヘリカオンとも表記される。トロイアの老臣アンテーノールとテアーノーの子で、アルケロコス、アカマース、ラーオドコス、ポリュボス、アゲーノール、イーピダマース、コオーン、ラーオダマース、デーモレオーン、エウリュマコス、グラウコス、メドーン、テルシロコス、ヒッポロコス、クリノーと兄弟。またペーダイオスと異母兄弟。
ホメーロスによると、ヘリカーオーンはトロイアの王プリアモスの娘ラーオディケーと結婚していた。レスケスによると、ヘリカーオーンが夜戦で負傷したときオデュッセウスに助け出された。トロイア陥落後はアンテーノール、ポリュダマースとともに脱出し、北イタリアに赴いた。またデルポイにはヘリカーオーンが奉納した短剣が残っていた。